# دروازه‌های بغداد

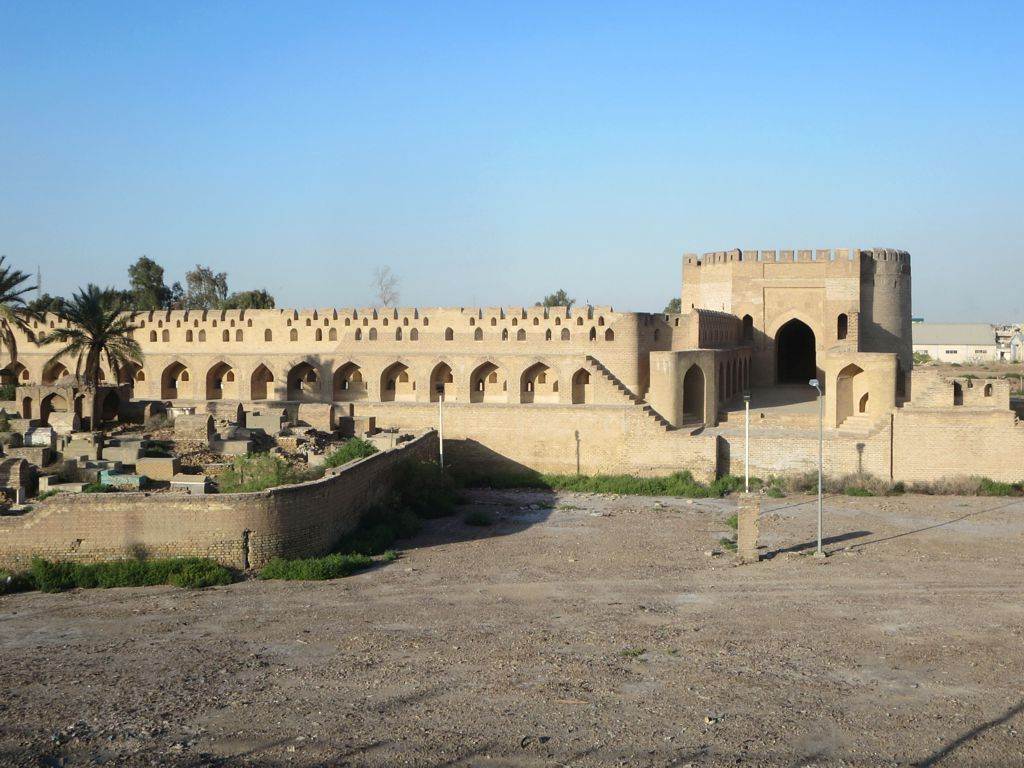
۲۰۱۶.

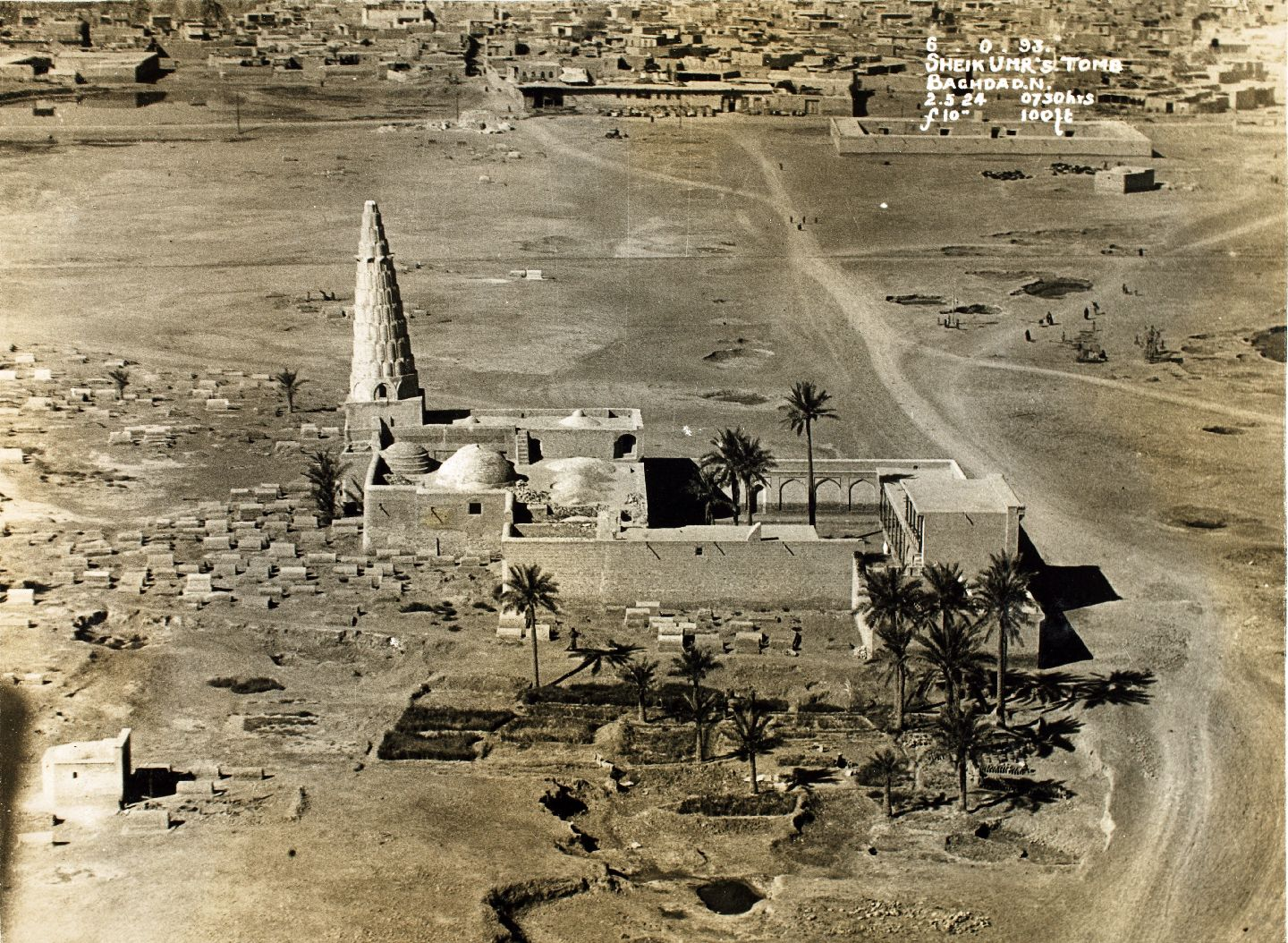

دروازه‌های بغداد (عربی: أبواب بغداد)، بغداد به دلیل اینکه در معرض جاه‌طلبی‌ها و طمع‌ورزی‌های مهاجمان در تمام طول سالیان بوده، درب‌های زیادی دارد که توسط بسیاری از حصارها احاطه شده‌است و بخشی از این درها به دوران حکومت عباسی و بخشی دیگر به دوران امپراتوری عثمانی برمی‌گردد.

## دروازه مدوره بغداد
بغداد توسط ابو جعفر منصور ساخته شد و دیوارهای بلندی دور آن ساخت که چهار دروازه داشت که عبارتند از:
- دوازه الشام الشام
- دروازه البصره
- دروازه خراسان
- دروازه الکوفه

با این حال، این دروازه‌ها از جمله خود شهر اکنون سقوط کرده و موقعیت آن بخش کرخ در ناحیه منصور در قسمت غربی بغداد امروز قرار دارد.

## دروازه‌های مشهور
- دروازه المعظم (دروازه الامام الاعظم)
- دروازه الشرقی
- دروازه الأغا
- دروازه الشیخ
- دروازه الوسطانی (دروازه الحلبة)[۳]